# Hans Rottenhammer
Hans Rottenhammer, född 1564 i München, död 1625 i Augsburg, var en tysk konstnär. Större delen av hans liv var han aktiv i Italien, dit han flyttade omkring 1589. Han målade många mytologiska motiv med landskapsbakgrunder. Han kände konstnären Paul Bril i Rom och Adam Elsheimer var hans assistent under en period. Han var en framgångsrik konstnär, men dog fattig till följd av grav alkoholism.

## Galleri

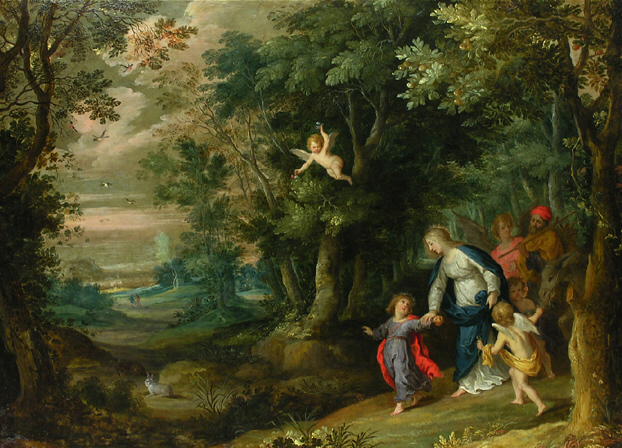
Flykten till Egypten
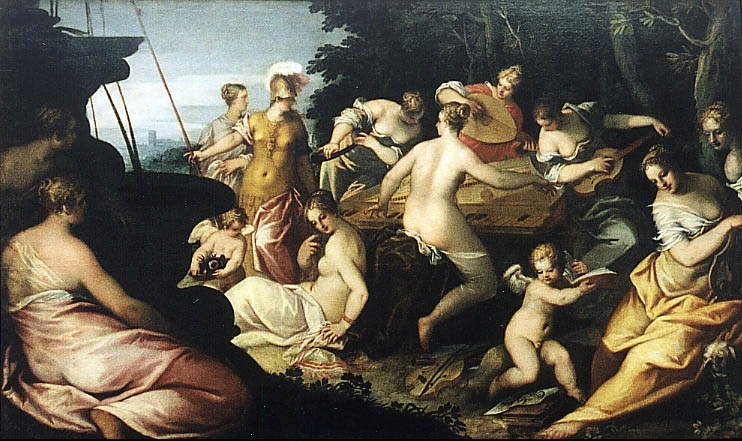
Minerva och musorna
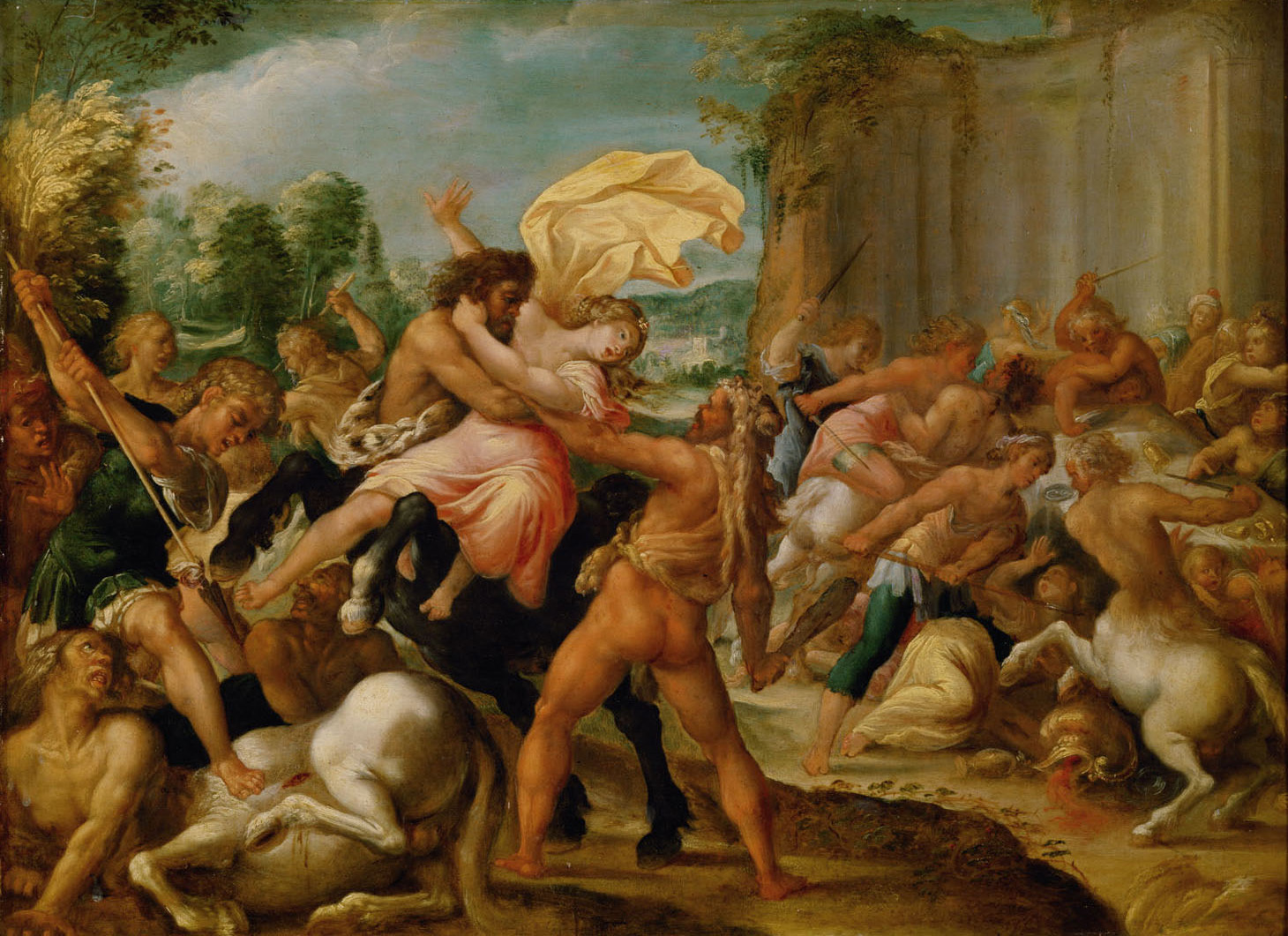
Herkules, Dejanira und der Kentaur Nessus